# Малдиви на Летњим олимпијским играма 1988.
Малдивима је ово буило прво учешће на Летњим олимпијским играма у Сеулу 1988. откако је 1985. примљен у МОК. Делегацију Малдива, представљало је 7 такмичара који су се такмичили у 5 атлетских дисциплина. 
Најмлађи учесник у репрезентацији Малдива био је Ahmed Shageef са 17 година и 314 дана, а најстарији Абдул Разак Абубакир са 25 год и 278 дана.
Заставу Малдива на свечаном отварању Олимпијских игара 1988. носио је маратонац Хусеин Халем.
Малдивски олимпијски тим је остао у групи земаља које нису освојиле ниједну медаљу. 

## Резултати по спортовима

### Атлетика
Мушкарци
| Атлетичар Лични рекорд                                              | Дисциплина | Квалификације | Квалификације | Групе            | Групе            | Полуфинале        | Полуфинале        | Финале            | Финале            | Детаљи |
| Атлетичар Лични рекорд                                              | Дисциплина | Резултат      | Пласман       | Резултат         | Пласман          | Резултат          | Пласман           | Резултат          | Пласман           | Детаљи |
| ------------------------------------------------------------------- | ---------- | ------------- | ------------- | ---------------- | ---------------- | ----------------- | ----------------- | ----------------- | ----------------- | ------ |
| Ismail Asif Waheed                                                  | 100 м      | 11,49         | 8 у гр 12     | Није се пласирао | Није се пласирао | Није се пласирао  | Није се пласирао  | Није се пласирао  | 96/101 (102)      |        |
| Ismail Asif Waheed                                                  | 200 м      | 23,17         | 8 у гр. 6     | Није се пласирао | Није се пласирао | Није се пласирао  | Није се пласирао  | Није се пласирао  | 71 / 71 (75)      |        |
| Ahmed Shageef                                                       | 400 м      | 50,61         | 8 у гр 4      | Није се пласирао | Није се пласирао | Није се пласирао  | Није се пласирао  | Није се пласирао  | 67/74 (76)        |        |
| Абдул Хаџи Абдул Латеф                                              | маратон    |               |               |                  |                  |                   |                   | Није завршио трку | Није завршио трку |        |
| Хусеин Халем                                                        | маратон    |               |               |                  |                  |                   |                   | Није завршио трку | Није завршио трку |        |
| Ismail Asif Waheed Ибрахим Маник Абдул Разак Абубакир Мохамед Ханим | 4 х 100 м  |               |               | 44,31            | 7 у гр 1         | Нису се пласирали | Нису се пласирали | Нису се пласирали | 26/26 (30)        |        |